# رولاند أندرسون (مصارع رياضي)
رولاند أندرسون هو مصارع رياضي سويدي، ولد في 9 سبتمبر 1944.

## وصلات خارجية
- رولاند أندرسون على موقع قاعدة بيانات المصارعة الدولية (الإنجليزية)
- رولاند أندرسون على موقع أوليمبيديا (الإنجليزية)
- رولاند أندرسون على موقع اللجنة الأولمبية السويدية (السويدية)